# SN 2000bq
SN 2000bq – supernowa odkryta 25 marca 2000 roku w galaktyce A110103-0550. W momencie odkrycia miała maksymalną jasność 20,40m.